# هیلی کوپمایر
هیلی کوپمایر (انگلیسی: Haley Kopmeyer؛ زادهٔ ۲۸ ژوئن ۱۹۹۰) بازیکن فوتبال اهل ایالات متحده آمریکا است.
از باشگاه‌هایی که در آن بازی کرده‌است می‌توان به باشگاه فوتبال آپولون لیماسول، بریزبن رور، و باشگاه فوتبال رین اشاره کرد.